# Erik Martinsson (journalist)
Erik Martin Martinsson, född 17 juni 1923 i Östmarks församling, Värmlands län, död 17 december 1996 i Stockholm, var en svensk journalist, missionär, författare och antikvariatsbokhandlare. Han arbetade som journalist bland annat på Dagen, och verkade som missionär på Grönland, Island och Färöarna. Han ledde tre expeditioner till Västafrika på uppdrag av Etnografiska museet i Stockholm. Han författade ett 30-tal böcker och komponerade dessutom ett 50-tal sånger. Som översättare medverkade han till nyöversättning av Nya Testamentet från syriska. På senare år drev han antikvariat.

## Uppväxt
Erik Martinsson föddes 1923 i Östmarks socken och var endast två månader gammal när familjen flyttade till Degerön i Östergötland, där hans morföräldrar bodde i en banvaktsstuga som kallades Sågstugan. Två år senare flyttade familjen till Snällebo utanför Laxå i Örebro län. Hans far Edvin, som var skogshuggare och snickare, kom från Östmarks socken.
Hans mor Ellen hade ryckts med av den nya väckelserörelsen och hamnat på John Ongmans bibelskola i Örebro, troligen 1916. Hon gick ut som bibelspriderska till Värmlands finnbygder och på så sätt träffade hon Edvin, som senare blev omvänd i ett möte hon höll. När Martinsson i vuxen ålder inlett med släktforskningar kunde han härleda sin släkt till den från Norge invandrade släkten Hierta, den som Aftonbladets grundare Lars Johan Hierta (1801–1872) tillhörde.
I tidig ålder fick han efter skoldagens slut följa med sin far ut i skogen för att kvista träd och hugga ved. När han var tretton fick han sitt första hygge på eget ansvar och försörjde sig mer eller mindre själv – köpte kläder och betalade sina föräldrar för mat och husrum. Som 14-åring arbetade han som trädgårdsdräng i Adolfsberg, sedan som bonddräng i två omgångar: som 15-åring i Prästtorp utanför Laxå och som 16-åring i Rösavi utanför Kumla. Som 18-åring deltog han i sin första bibelskola i Filadelfia i Stockholm och kom så småningom till Nederkalix i Norrbotten, där han som evangelist åkte på stugmöten och kapellmöten till bland annat Månsbyn, Börjelsbyn, Långträsk, Påläng och Karlsborg. Som 20-åring gjorde han beredskapstjänst som skogshuggare i Svanstein, 10 mil norr om Övertorneå.
Martinsson studerade nio språk, bland annat isländska och grönländska. Grönländska, som han höll på med i tio år, ansåg han vara ett av världens tre svåraste språk.
Han hade ett stort intresse för det musikaliska och började tidigt spela instrument. I hemmet fanns en luta, och med hjälp av sångboken Zions strängaspel lärde han sig spela på denna. Sitt första dragspel köpte han i 14-årsåldern. Fiolspel lärde han sig av en urmakare i Laxå som varit yrkesmusiker.

## Journalist

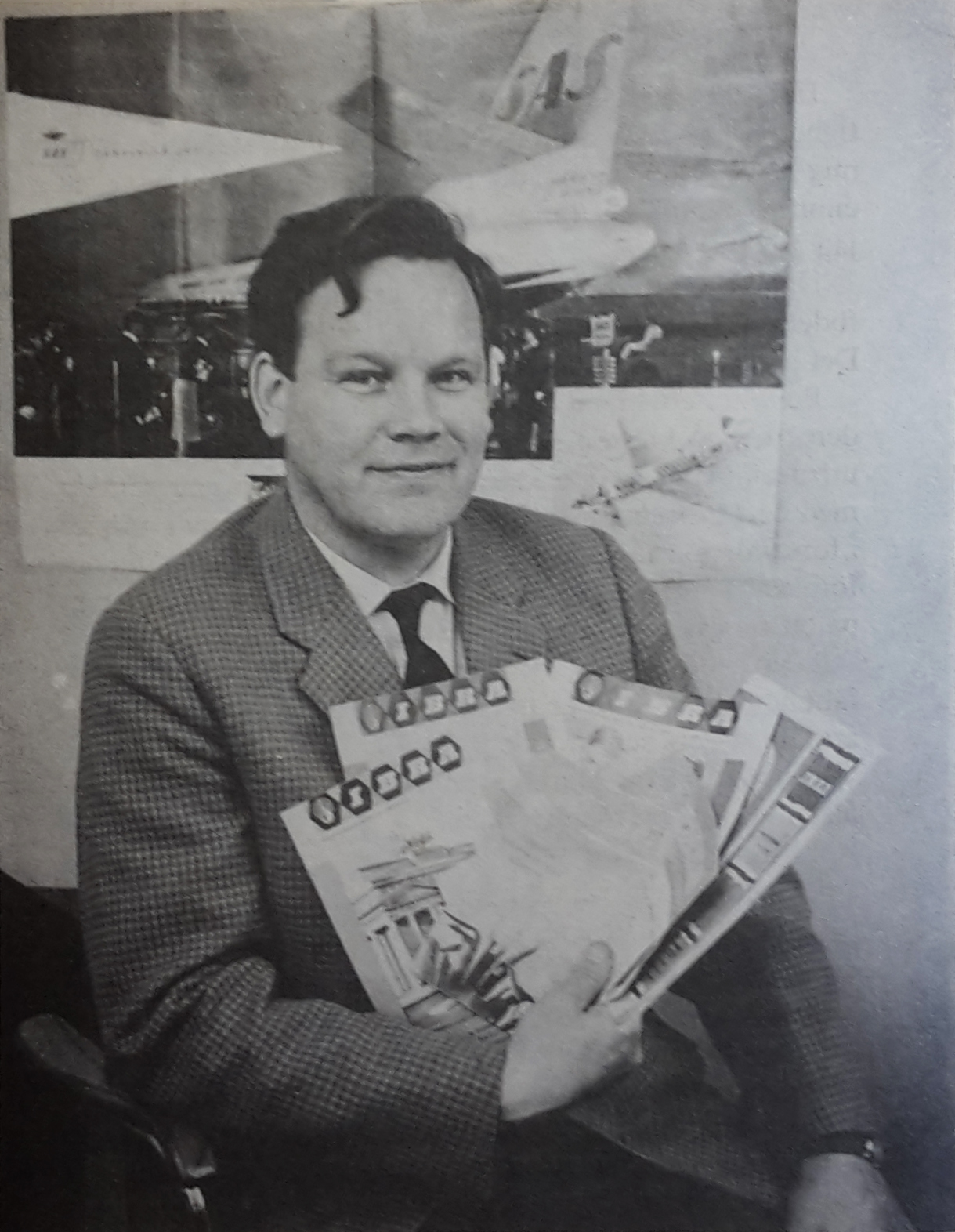
Erik Martinsson som redaktör på IBRA-tidningen. Ur boken Komma tillbaka, Harriers, 1980.

Martinsson arbetade som journalist i nära 25 år. Arbetet skedde mer eller mindre på heltid från 1947, då tidningen Hemmets vän i Örebro bad honom skriva rapporter från Reykjavik. 1948–1950 var han redaktör på tidningen.
Efter att ha kommit hem från Grönland 1959 blev han utsedd till redaktör på IBRA-tidningen, IBRA Radios programtidning. Han tillträdde den 10 april. Efter att IBRA Radio tvingats avbryta sina sändningar från Tanger i december samma år slussades han dock över till tidningen Dagen, där han arbetade som reporter i 10 år. Under den 10-årsperiod han var på IBRA-tidningen och Dagen publicerade han i genomsnitt ett reportage eller artikel per dag i någon tidning i Skandinavien.
Utöver de fasta anställningarna på Hemmets vän, IBRA-tidningen och Dagen arbetade han även som frilansjournalist i nära 15 år och skrev för ett 50-tal tidningar och tidskrifter i Skandinavien. Där ingick bland annat Evangelii Härold, Morgonbladet, Dagen, Hemmets vän, Aftonbladet, Året Runt och Svenska Journalen. Under åren som missionär på öarna i Nordatlanten (Island, Färöarna och Grönland) publicerade han kontinuerligt artiklar om missionen och livet på dessa öar. Det var mycket tack vare hans artiklar från Grönland som många fick upp ögonen för landet som missionsfält. Han samarbetade en tid med lokaltidningen Västerort i Stockholmsstadsdelen Vällingby och tidningen Skribent som gavs ut av Deverthska kulturstiftelsen. Han gav även ut en egen tidning på grönländska, Kristumio.
Martinsson var känd för att vara otroligt snabb som skribent. En händelse som det pratades om på Dagens redaktion var när han en gång varit ute på ett reportage och kom inrusande på redaktionen, satte sig vid skrivmaskinen och skrev snabbt sin text, drog ut manuset och lämnade in det till redaktionschefen. Men det fanns inget på papperet, då färgbandet i skrivmaskinen tagit slut! 
(Anekdot berättad av Ivar Lundgren, en av Martinssons medarbetare på tidningen Dagen).
Han besökte ett 60-tal länder, många av dessa fem gånger eller mer – öarna i Nordatlanten (Island, Färöarna och Grönland), Mellanöstern, Väst- och Östafrika, samt ett 20-tal länder i Europa. Den person som gjorde det starkaste intrycket på honom under åren som journalist var Albert Schweitzer (1875–1965), som han intervjuade i Lambaréné i Gabon på dennes 90-årsdag.
Under ett par efterkrigsår, 1948–1949, reste han runt i Europa (Danmark, Tyskland, Belgien, Nederländerna, Luxemburg, Frankrike, Monaco, Schweiz, Spanien och Italien) och sände hem en serie artiklar under devisen Med kulspets och kamera genom Europa.
Under sina år på Island träffade han naturläkaren Are Waerland (1876–1955), målarkonstnären Jón Engilberts (1908–1972) och bildhuggaren Einar Jónsson (1874–1954). Av Engilberts köpte han vid ett senare tillfälle, troligtvis 1960, en stor akvarell med motiv från Snæfellsnes. Martinsson sade ofta, enligt dottern Rose-Marie, att om han ”skulle bli aldrig så fattig” så skulle han inte sälja akvarellen. Den var en kär ägodel som Rose-Marie fick ärva.
Till Grönland kom han för första gången 1952 för att följa den danske kungen Fredrik IX (1899–1972) och drottning Ingrid (1910–2000) under parets rundresa. Det var ett 20-tal tidningar som ville att han skulle skriva, inklusive Morgonbladet, Dagen, Hemmets vän och Svenska journalen. Han befann sig redan på Grönland när kungen anlände med sitt följe av journalister, och hans första reportage från Grönland publicerades i Sverige nästan innan de andra journalisterna hann börja sitt arbete.

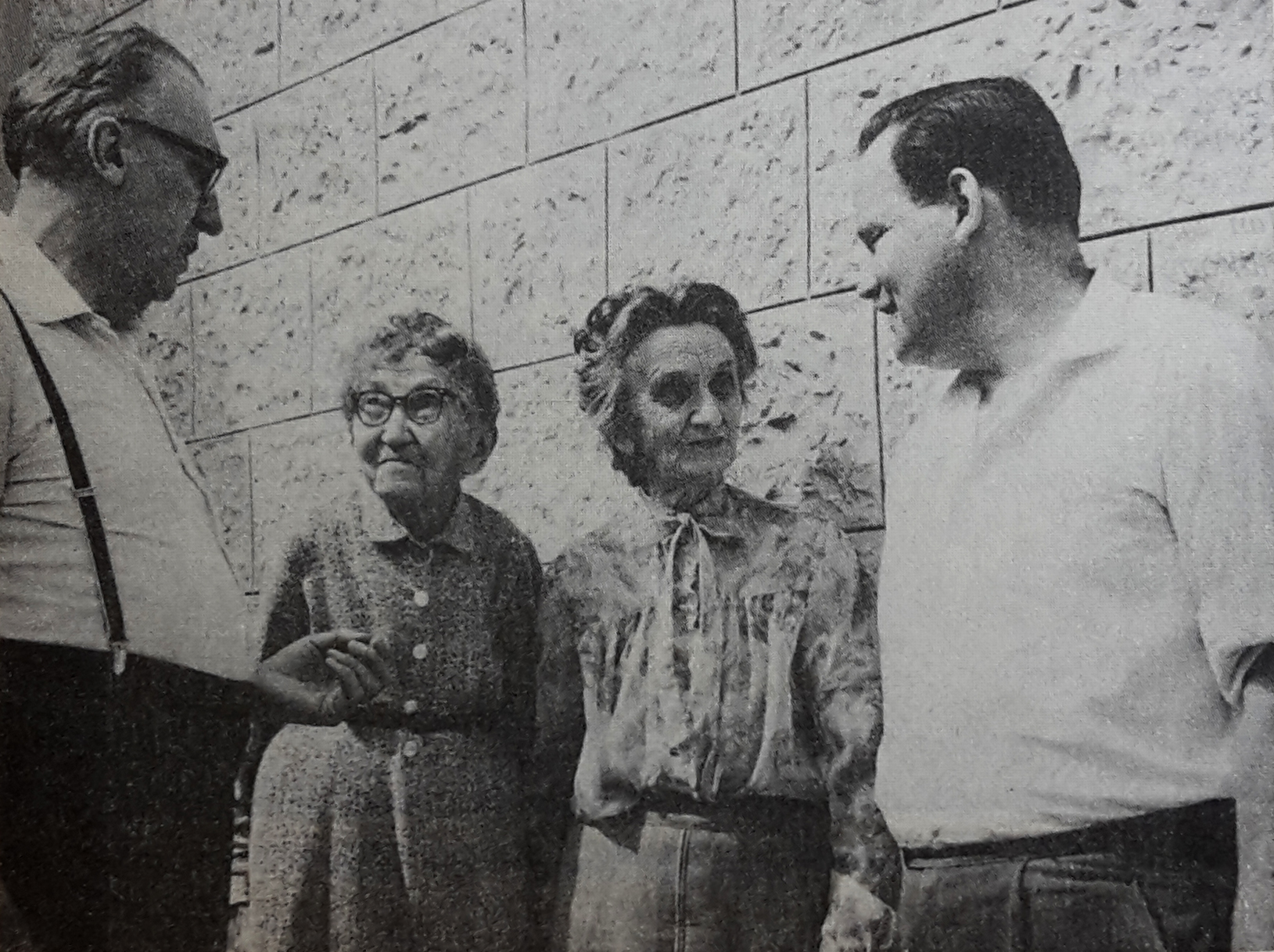
Erik Martinsson tillsammans med Folke Thorell och de två sista överlevarna av "Jerusalemfararna" från Nås, Eva Mattsson och Katrin Larsson. Ur boken Komma tillbaka, Harriers, 1980.

I mitten av 1960-talet var han reseledare för en grupp resenärer från Sverige till ”Bibelns länder”, åtminstone vid ett tillfälle. Själv var han där vid flera tillfällen och besökte Libanon, Syrien, Israel, Jordanien, Grekland och Egypten. Det resulterade i guideboken Handbok för bibelns länder som han gav ut 1967 tillsammans med författaren Folke Thorell (1909–1993). Vid ett av tillfällena träffade han och Folke 82-åriga Eva Mattsson och 79-åriga Katrin Larsson, de två sista överlevarna av "Jerusalemfararna", de 37 personer som 1896 utvandrade från Nås i Dalarna till Jerusalem.
1969 reste Martinsson till Paris för att intervjua Emmaus grundare, den högt aktade romersk-katolske prästen Henri Groués, mer känd som Abbé Pierre (1912–2007), på hans tidning Faim et Soif (Hunger och törst) i samband med rörelsens 20-årsjubileum. Under andra världskriget tillhörde han den franska motståndsrörelsen och antog då täcknamnet Abbé Pierre i kampen för att rädda judar undan nazisterna.
Sin första resa till Gambia gjorde Martinsson medan Hardings ännu höll på med sällskapsresor dit. Genom personliga kontakter med researrangören Bertil Harding (1919–1999) fick han en förmånlig resa mot att han i svensk press skrev om landet.
Till Biafra reste han under kriget (1967–1970) för att ta bilder till en vandringsutställning om det nigerianska utbrytarlandet, på uppdrag av Etnografiska museet. Han skrev också reportage om resan, då en hel del tidningar var intresserade av ämnet. Att ta sig in i Biafra var dock inte lätt. Han hamnade först på ön São Tomé, det närmaste de flesta journalister kunde komma. Där lärde han känna Carl Gustaf von Rosen (1909–1977), som hjälpte honom att få inresetillstånd genom att förmedla ett brev till överste Ojukve i Biafra. Han anlände så till Biafra i krigets slutskede och fick möjlighet att se och fotografera fronterna, soldaterna och lägren med de svältande människorna.

## Missionär inom Pingströrelsen

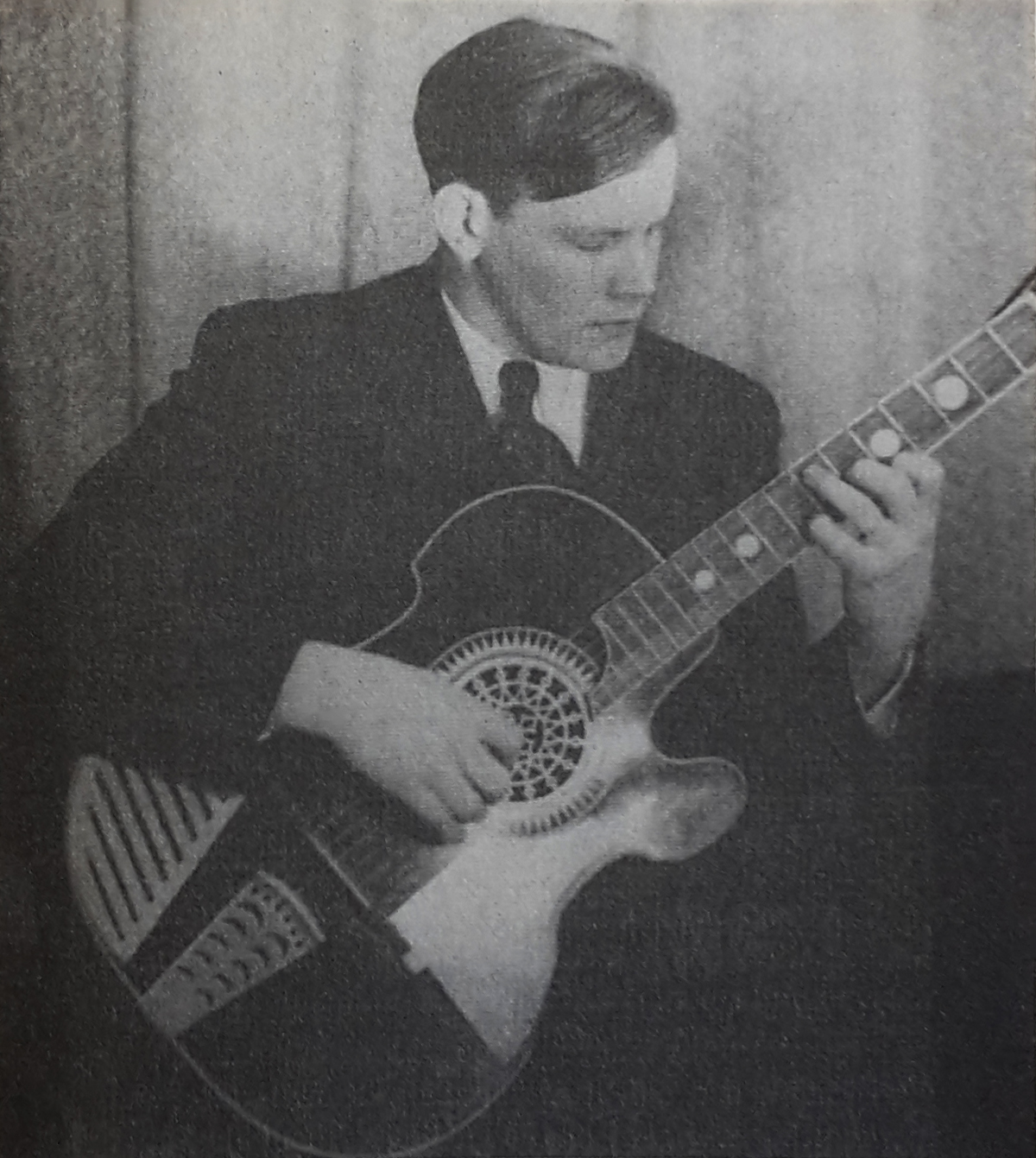
Erik Martinsson som ung gitarrist i Reykjavik. Ur boken Komma tillbaka, Harriers, 1980.

Martinsson var under åren 1946-1959 verksam inom Pingströrelsen som missionär på Island, Färöarna och Grönland. Han var först på Island 1946–1948, sedan på Färöarna i tre månader, innan han reste hem till Sverige och arbetade som redaktör på tidningen Hemmets vän i Örebro i 1 1/2 år. 1949 gifte han sig med danskan Gerda Andersen (1918–1984).
Efter missionerande på Island 1950–1952 och på Grönland 1954–1959 (cirka 4 1/2 år) reste Martinsson med familj hem till Sverige. De hade lämnat allt på Grönland, inklusive orgel och bibliotek. Tanken var att återvända dit, men det blev inte så. I stället kom Martinsson att arbeta som redaktör på IBRA-tidningen, och inom kort som reporter på tidningen Dagen, där han stannade i 10 år.
Han lämnade Pingströrelsen i slutet av 1960-talet men anslöt sig igen elva år senare. Han hade börjat tvivla på sin tro, och detta ledde så småningom till händelser som gjorde att han skrev till Filadelfiaförsamlingen i Stockholm och begärde utträde. Hans frispråkighet som journalist hade upprört vissa inom Pingströrelsen, liksom hans skilsmässa 1968 från hustrun Gerda.
En elva år lång andlig ökenvandring följde sedan. I en radikal uppgörelse med sig själv brände han sin egen personliga bibel, alla sina sånger, vissa av sina böcker och dagboken från tiden som evangelist i Nederkalix. Men han hittade tillbaka till sin tro, dels tack vare arbetet med att översätta den engelska bibelutgåvan Peshitta (en syrisk version av bibeln) som kom ut 1975, dels för att han upplevde en pånyttfödd inspiration till att skriva nya andliga sånger.

### Island och Färöarna
Eric Ericson hade verkat länge som missionär på Island. 1928 blev Ericson föreståndare för pingstförsamlingen Betel på Vestmannaöarna och 1936 föreståndare för den nybildade pingstförsamlingen Filadelfia i Reykjavik. 1946 reste Martinsson tillsammans med Ericson till Reykjavik för att göra församlingspraktik som ungdomsledare och sångledare, efter att ha avbrutit sina studier på Hermods. Martinsson, som var systerson till Ericson, trivdes alldeles utmärkt, då det var mycket att göra inom det musikaliska. En sångbok gavs ut med sånger upptecknade och arrangerade av Martinsson med god hjälp av vännen Göte Strandsjö.

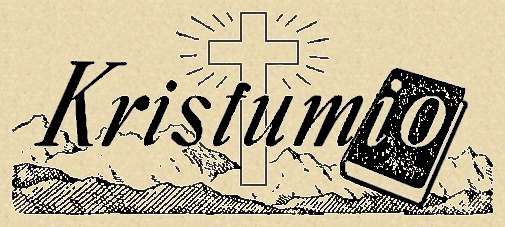
Vinjett till Kristumio, ur Evangelii Härold, 1956.

Arly Lund kom 1946 med sin familj till Tórshavn på Färöarna för att börja verksamhet där, utsänd av hemförsamlingen Porsgrunn i Norge. Martinsson, som hade träffat Lund under sin tid på Island, kom till Tórshavn 1948. Tillsammans startade de en tidning, Sannleiksvitnid. Martinsson stannade i tre månader och reste sedan hem till Sverige för att arbeta som redaktör på tidningen Hemmets vän. Han återvände 1950 till Island för att arbeta som föreståndare i Isafjord och förbereda sin missionsgärning på Grönland.
I början av 1960 ingick Martinsson i en delegation till Reykjavik för att undersöka möjligheterna att därifrån ordna radiosändningar, sedan IBRA Radio tvingats att avbryta verksamheten i Tanger i december 1959. Men det blev inget av planerna. Islands läge inom ett utpräglat norrskensområde gjorde inte landet lämpligt för den kortvågssändare man planerat, då de atmosfäriska störningarna skulle bli betydande.

### Grönland
Den första frikyrkliga missionären på Grönland var Rune Åsblom (född 1925), som redan 1953 anlände från Island efter att Grönland öppnats upp för frikyrklig verksamhet. Den lutherska kyrkan hade redan 1721 etablerat sig på Grönland, genom den norske prästen Hans Egede (1686–1758). När den herrnhutiska kyrkan 1899 beslutade att lämna Grönland fick den lutherska kyrkan ensamrätt på kyrklig verksamhet, men detta upphörde 1953 genom en dansk grundlagsändring.

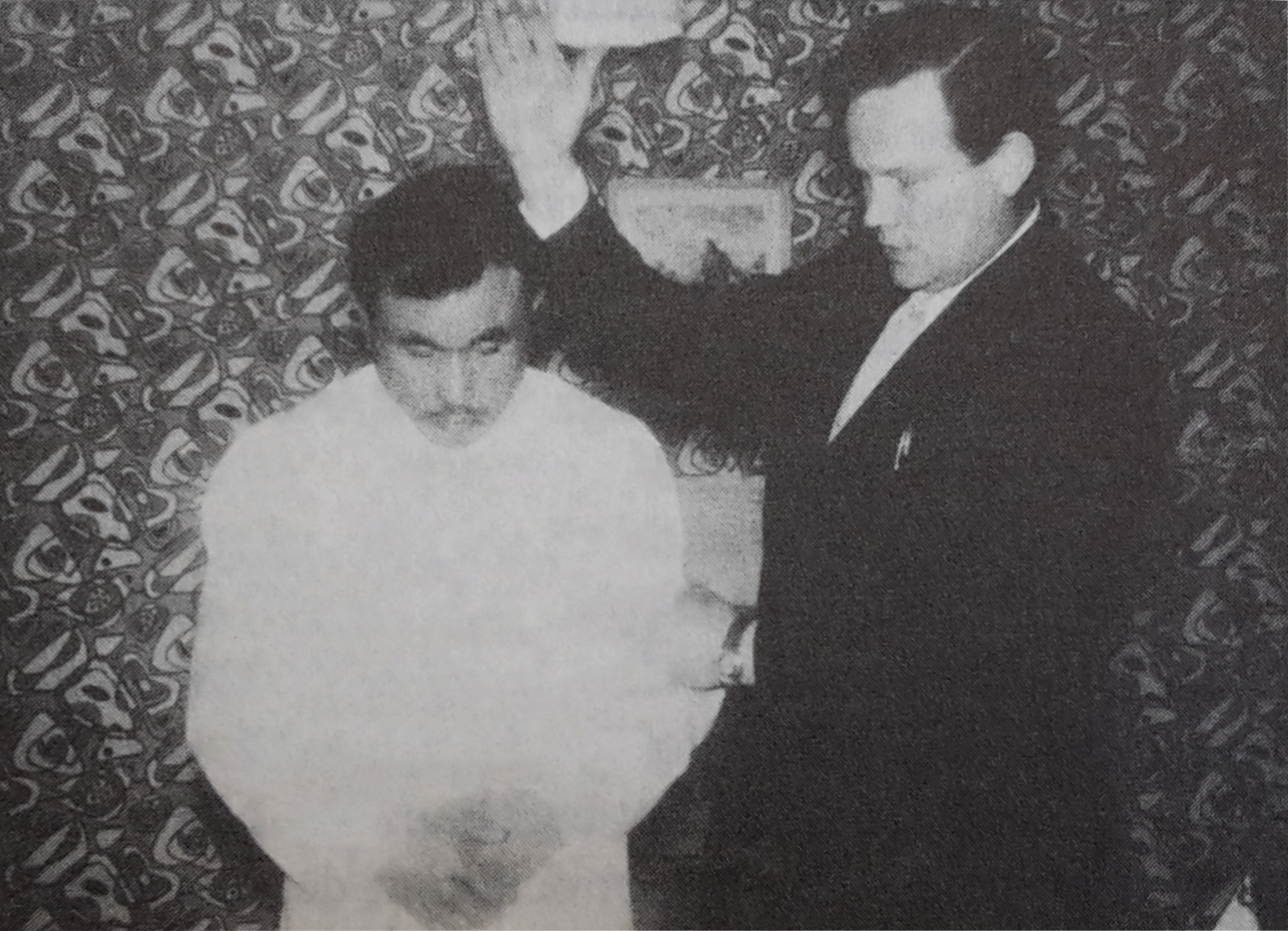
Erik Martinsson utför pingstmissionens första dop på Grönland. Ur boken Från väckelse till samfund – Svensk pingstmission på öarna i Nordatlanten, Lund University Press, 1990.

Åsblom återvände till Grönland sommaren 1954 med hustrun Gunvor, och med på resan från Sverige följde också Erik och Gerda Martinsson. Utsändande församling var från Järfälla. Andra församlingar som bidrog var från Kållandsö, Solna, Laxå (Martinssons hemförsamling och där han gått i söndagsskola) samt Överkalix.
De tre första åren uppfördes två missionsstationer, i Nanortalik och Qaqortoq (Julianehåb) – båda vid sydkusten. Den första, i Nanortalik, uppfördes av Åsblom och den i Qaqortoq av Martinsson.
Som journalist hade Martinsson träffat topparna i samhället och blivit god vän med dem. Men när han nu var tillbaka som missionär ville folk inte hälsa, utan vände på bryggan och gick hem. Ryktet hade gått att Pingströrelsen skulle ta över på Grönland. Det var framförallt de lutherska prästerna som var missnöjda – de statliga ämbetsmännen kunde han inte klaga på.
De första sex personerna som döptes på Grönland skedde med hjälp av Martinsson. Som ett svar på den lutherska tidningen Kyrkosidan, som startats för att bekämpa pingstmissionens villfarelse, startade Martinsson tidningen Pingstsidan. 1955 startade han Kristumio (Den Kristne), pingstväckelsens grönländska tidning, som gick ut till varenda boplats på Grönland en gång varannan månad, och på så vis fick man kontakt med folket.
Vid ett besök i Lichtenau (nuvarande Alluitsoq), herrnhutarnas huvudsäte på Grönland fram till 1900, hittade han gamla böcker med väckelsesånger. Detta resulterade i utgivandet av två sånghäften under titeln Kristeliga sånger.

## Expeditioner till Västafrika
Strax efter sin första resa till Gambia började Martinsson studera socialantropologi på Kvällsuniversitetet i Stockholm och fick på så vis uppdrag av Etnografiska museet. Han ledde tre expeditioner till Västafrika, och med sig hade han förutom tolk och chaufför även olika svenska medarbetare.

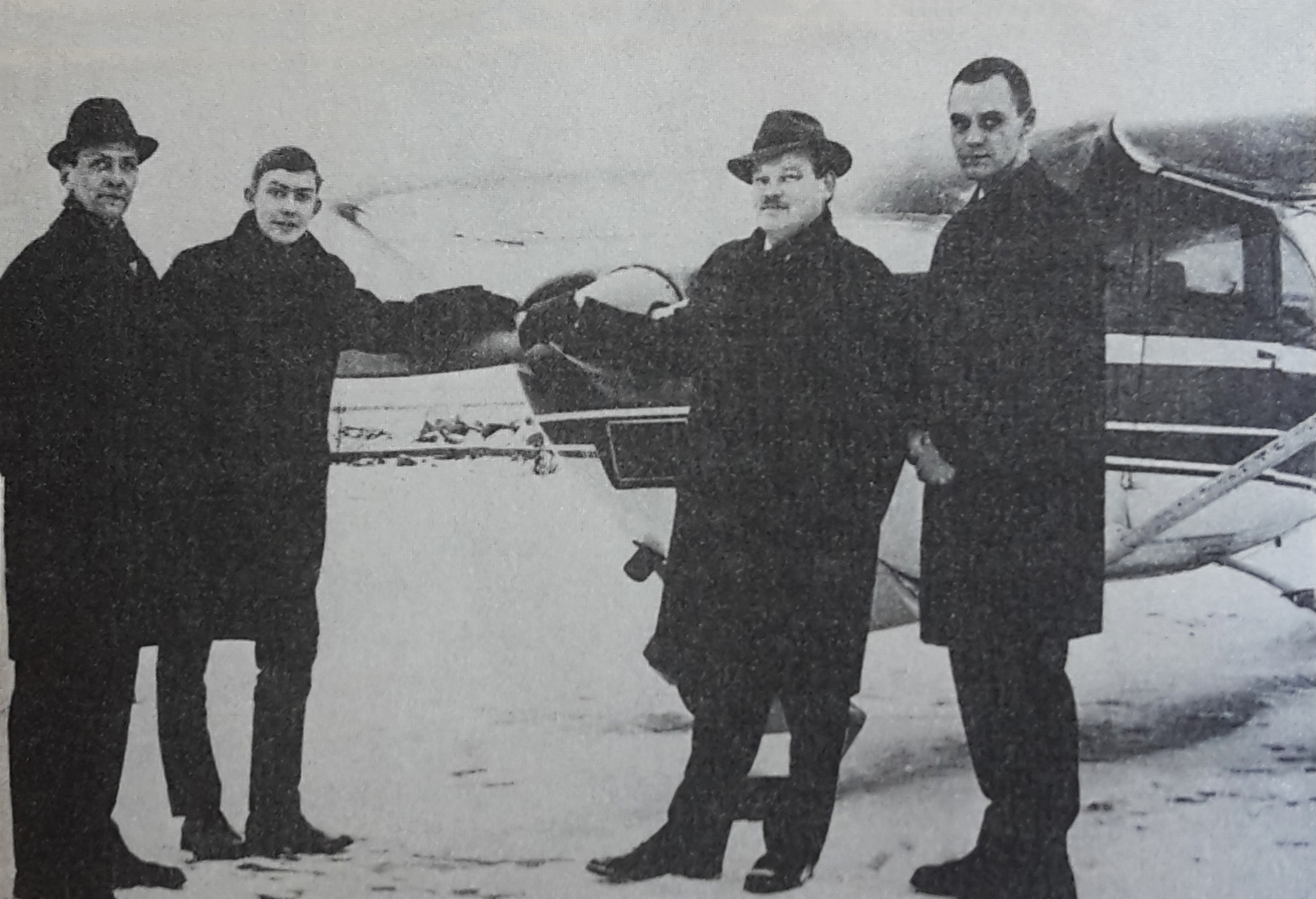
Bromma flygfält, februari 1967. Fr.v. Uno Carlsson, Kjell Lindberg, Erik Martinsson och Rolf Larsson. Ur boken Komma tillbaka, Harriers, 1980.

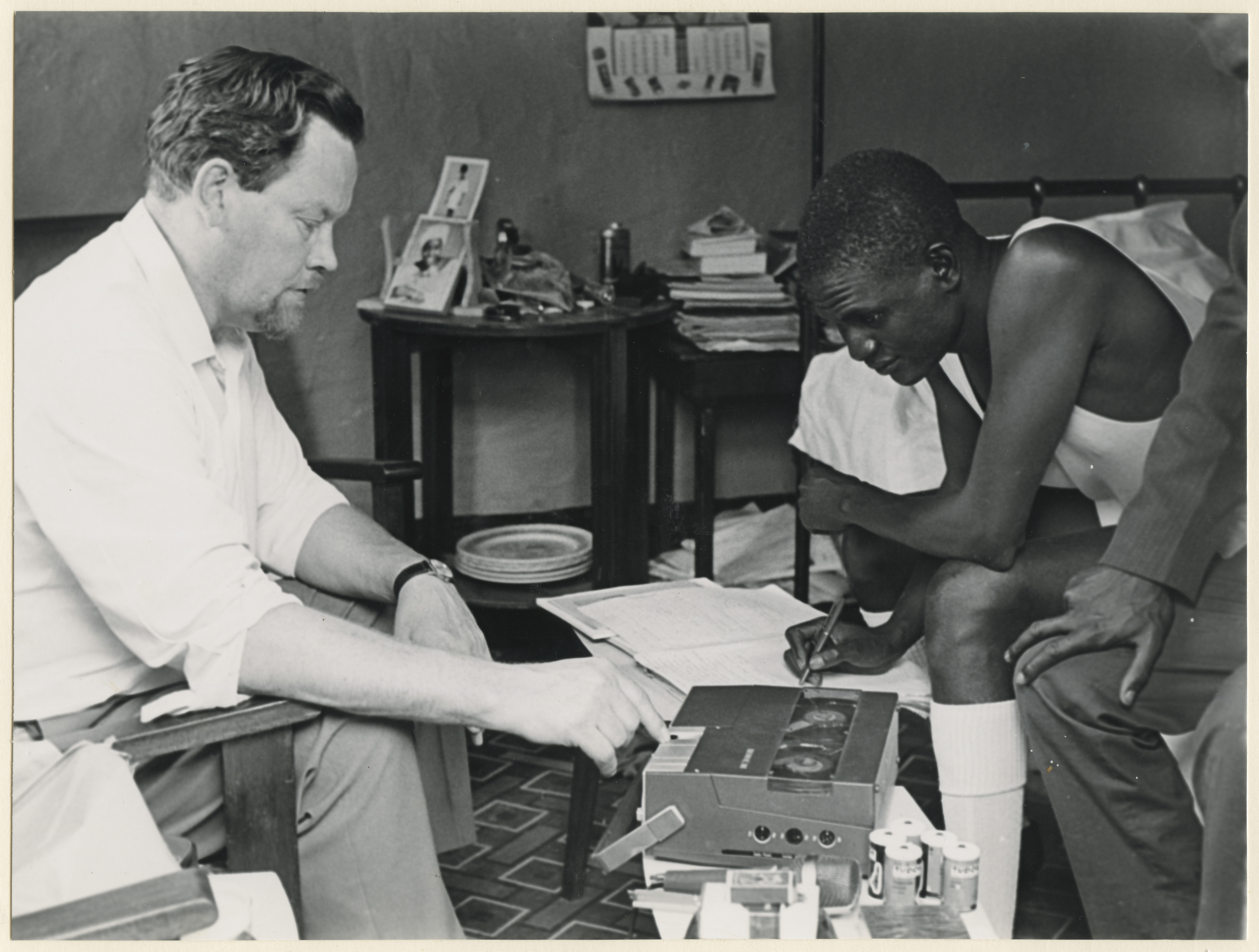
Erik Martinsson och tolken Abu Dabo i Bathurst, Gambia, 1968, under översättning av inspelade sånger. Ur Etnografiska museets bildarkiv. Foto: Bo Hännestrand.

Den första expeditionen gjordes i februari-mars 1967. Bertil Söderberg (1912–2001), docent på Etnografiska museet, erbjöd sig att skriva en rekommendation till kollegor i Västafrika. Flera länder och stammar var på tal, bland annat Portugisiska Guinea, Sierra Leone och Elfenbenskusten. Men dels var franskakunskaperna otillräckliga, dels behövde man på grund av tidsnöd välja ett land där man snabbt kunde komma igång med arbetet. Gambia, som Martinsson tidigare besökt, var ett engelsktalande land där han snabbt kunde få tag i en tolk, och det blev därför ett naturligt val. Han fick ett tips om Carl-Bertel Nathhorsts stiftelse för vetenskapliga och allmännyttiga ändamål, och för att finansiera expeditionen ansökte han om ett forskningsanslag med en rekommendation från museichefen Bengt Danielsson (1921–1997). Efter bifall gavs 8 000 kr för bland annat inköp av etnografika. Dessutom fick han 1 800 kr av Etnografiska museet för inköp av dräkter till en mannekänguppvisning.
I början av februari 1967 lyfte expeditionen från Bromma flygfält för att besöka tolv länder i Västafrika. Martinsson hade hyrt en enmotorig Cessna, och med sig hade han piloterna Kjell Lindberg (även fotograf) och Rolf Larsson, samt kamreren Uno Carlsson. När man väl kommit förbi Sahara var det inte långt mellan länderna. Från Elfenbenskusten flög man över regnskogen till Övre Volta (nuvarande Burkina Faso) och sedan vidare till Niger. Från Tambakunda i Senegal hyrde man en bil in till Fatoto (en by präglad av jordnötsodling) i nordöstra Gambia, landet som var resans huvudmål. Man hystes där in i en regeringsbungalow, varifrån man gjorde utflykter till kringliggande byar och spelade in sånger, ordspråk, sägner och fabler, samt fotograferade och gjorde intervjuer.

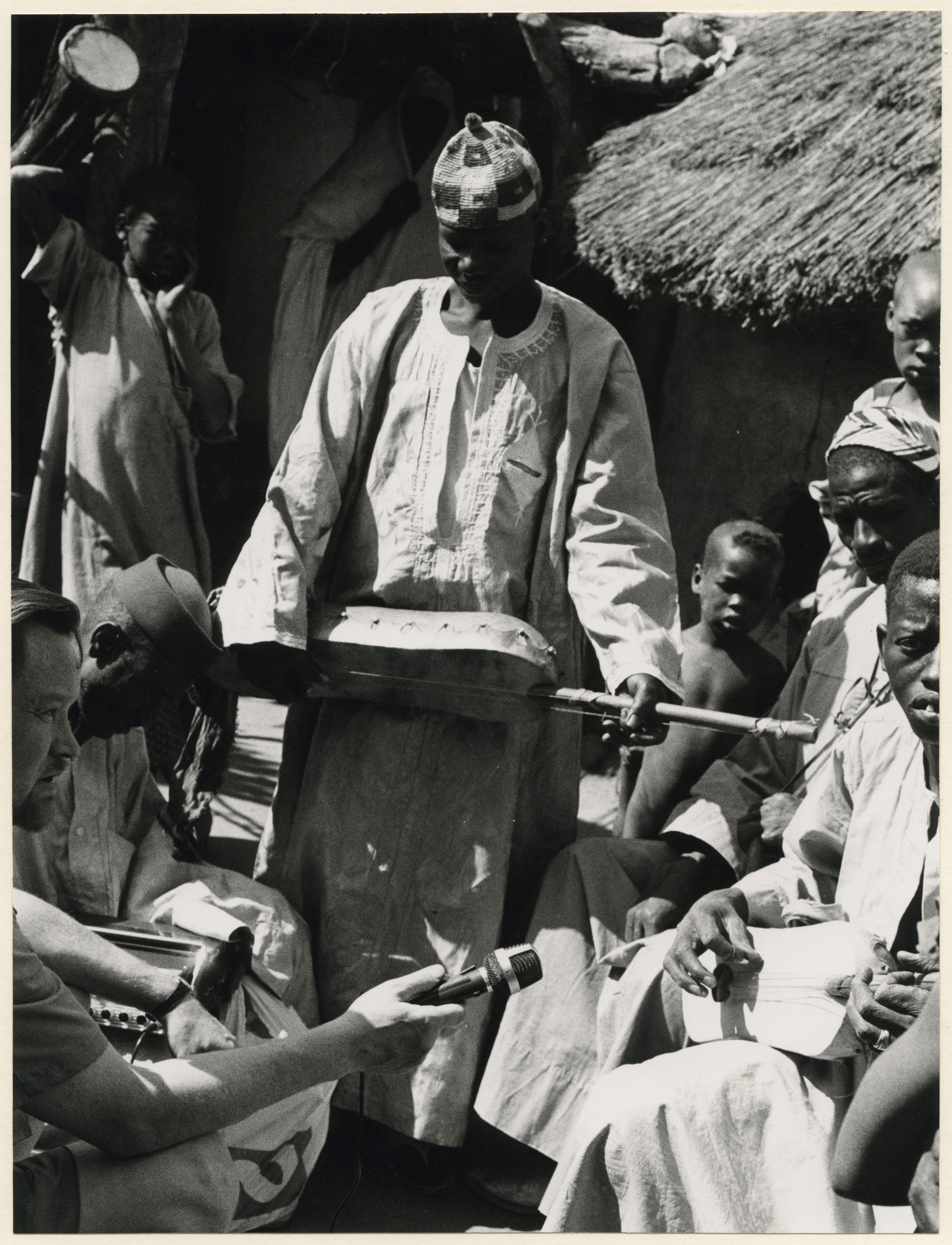
Erik Martinsson under inspelning i Garawol, Gambia, 1968. Ur Etnografiska museets bildarkiv.

Den andra expeditionen gjordes i januari–februari 1968, och med sig denna gång hade han skulptören Axel Nordell (1914–1997), arkitekten Hans Wieland och adjunkten Bo Hännestrand (1937–2005). Han hade fått ytterligare 5 000 kr av Carl-Bertel Nathhorsts stiftelse för vetenskapliga och allmännyttiga ändamål, för kompletterande studier av serahuli-stammen i Gambia. De etnografiska undersökningarna gick bland annat ut på att samla material för en bok om stammen. Vidare gjorde man inspelningar, uppteckningar för en serahulisk-engelsk ordbok och samlade in föremål för Etnografiska museet – bland annat guldsmycken. Nordell tecknade, Wieland detaljritade en by och Hännestrand hjälpte Martinsson med de etnografiska intervjuerna.
Den tredje expeditionen finns inte dokumenterad, men förmodligen var det Gambia man besökte även denna gång.
Det som intresserade Martinsson mest var de många gamla slavsångerna som förekom i byarna. Han fick ihop så många sånger att han med bistånd från Per Helin på Sveriges Radio lyckades åstadkomma ett radioprogram, Slavar finns i Julaja, som sändes 1968 i Sverige, Norge och Finland.

Stränginstrument med stråke från Gambia, ur Etnografiska museets samlingar.

I byn Garawol strax utanför Fatoto gjordes inspelningar av serahuli-stammen, den minsta av landets fem större stammar. Ett stort antal sånger togs upp, samt musik till trumma, gambari, molo och nyanyero. Det var sällsamma sånger om för länge sedan hädangångna hjältar, romantiska kärlekssånger, lovprisningssånger nynnade på vid ensamma läger i nattliga timmar, arbetssånger sjungna på fälten under jordnötsodling eller kovaktande, gudfruktiga muslimska hymner - troligen överförda från arabiska - samt sånger när brudgummen hemför sin brud. Sångerna hade troligtvis aldrig tidigare upptagits vare sig på papper eller band, utan muntligen gått i arv från generation till generation. Det berättades också historier till ackompanjemang av den muntliga traditionen gambari, och jublet visste inga gränser när berättelserna spelades upp och berättarens röst hördes från bandet.
Övriga folkgrupper som spelades in under expeditionerna var wolof, serere, fulani, tukolore och mandingo. De platser som besöktes var bland annat Fatoto, Garawol, Suduwol, Sabi, Koina, Keneba, Sintjufaj och Bathurst (nuvarande Banjul). De flesta sångerna översattes till engelska av tolkarna Bokary Njie och Abu Dabo och till svenska av Martinsson.
Inspelningarna och översättningarna från expeditionerna finns idag på Etnografiska museet, samt 101 föremål från Gambia och 346 bilder från Afrika, förvärvade från Martinsson. Ordspråken finns publicerade i artikeln Proverbs and riddles of the Serahuli tribe (1970) i tidskriften Ethnos.

## Musik

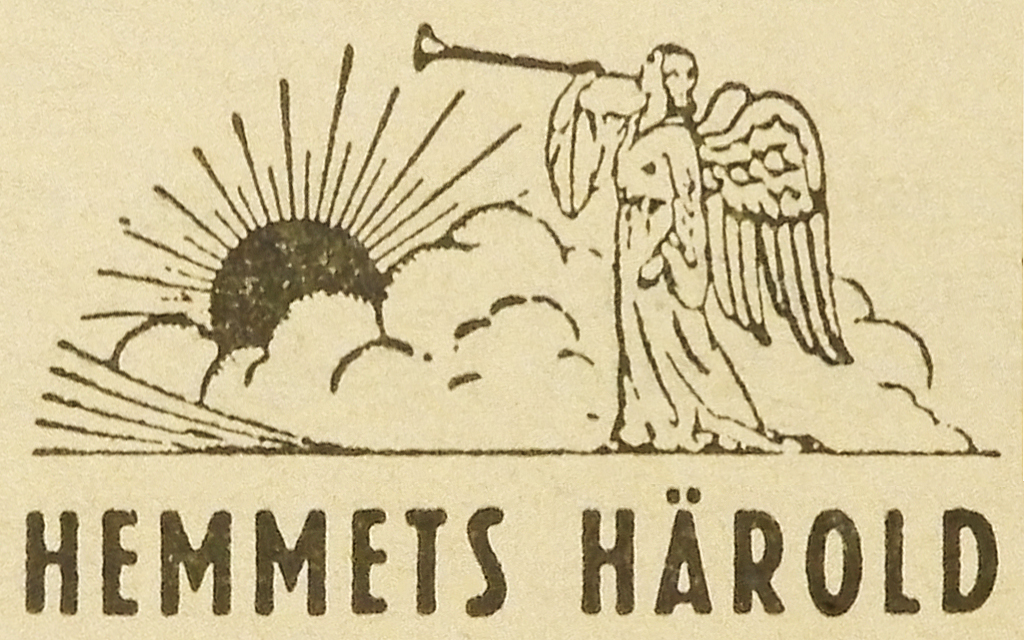
Skivbolaget Hemmets Härolds etikett, ur Evangelii Härold, 1958.

Martinsson gav ut musiktryck och skrev text och musik till ett 50-tal publicerade sånger. Den första sången han skrev var "Ovan stjärnor klara" som senare kom att hamna i en bulgarisk psalmbok. Den och flera andra sånger som "Om Du lycklig vill bli" och "Det skall komma en dag" spelades in och gavs ut på LP-skiva, bland annat på skivbolagen Hemmets Härold, Arac och MRM (Maranata Record Mission). Av dem som sjöng in hans sånger kan nämnas Jan Sparring (1930-1992) och Einar Ekberg (1905-1961).
Som evangelist i Nederkalix hade han haft dragspelet med sig, likaså när han kuskade runt så gott som hela Island på evangeliserings- och litteraturspridningskampanjer. 1945 var han sångledare för bibelskolans strängmusik, en estrad med ett par hundra hänförda sångare, så kallade Herrens vittnen.
I Filadelfiaförsamlingen i Reykjavik fick han ta hand om orgeln och gav gitarrlektioner. Han gav ut en lärobok i gitarrspelning på musikförlaget Drángey och startade en manskvartett på Island som lyckades så bra att den under ett besök i Sverige sjöng in en skiva på Hemmets Härold. Han tog sånglektioner hos operasångaren Gudmundur Jónsson i Reykjavik.
Efter att ha kommit hem från Grönland sjöng han in en skiva på grönländska tillsammans med finländskan Alice Harri, missionär i Nanortalik, på det danska skivbolaget Royal. Skivan upptog fyra sånger och spelades in i IBRA-studion i Stockholm.
Musiktryck
- En bättre värld / Sånger för solo och piano. Enskede: Social press. 1984. Libris 1588741
- Det skönaste ordet / Text och musik: Erik Martinsson. Stockholm: Filadelfia. 1988. Libris 1212367
- Jag har en dröm / Text och musik: Erik Martinsson, arr.: L. Jernestrand. Stockholm: Filadelfia. 1989. Libris 1322765
- Snart randas en morgon / Text och musik: Erik Martinsson, arr.: Lennart Jernestrand. Stockholm: Filadelfia. 1989. Libris 1235268

## Författare
Martinsson gav ut ett 30-tal egna böcker och ett 10-tal översättningar från danska, norska och engelska. Bland bokförlagen kan nämnas Evangeliipress, Harriers och Filadelfia. I böckerna har den kristna missionen fått stort plats, och hans berättelser handlar ofta om missionsresor till Island, Färöarna och Grönland. Han skrev även ett stort antal dikter, de flesta troligtvis aldrig publicerade.
Bland de egna böckerna kan nämnas Hans Egede - Grönlands apostel och Pionjären på sagoön : Missionär Eric Ericsons liv och gärning.
Han hade ett fruktbart samarbete med Jan Sparring (1930–1992), vilket kulminerade i boken Tilja och tempel som kom ut både på svenska, finska och norska.
Bland översättningarna kan nämnas Från Jesu eget språk : Markusevangeliet från den gamla arameiska Peshittabibeln, översatt från syriska till engelska av professor George M. Lamsa (1892–1975) och från engelska till svenska av Martinsson. Det tog närmare tre månader för Martinsson att översätta Markusevangeliet. Efter ett vagt löfte om utgivning översatte han även de övriga tre evangelierna (Matteus, Lukas och Johannes) samt Apostlagärningarna. Markusevangeliet, som utkom 1975, blev dock ingen försäljningsframgång, så de övriga utkom aldrig.
Egna verk
- Per hittar vägen : Berättelse för pojkar. Örebro: Evangeliipress. 1946. Libris 1418977
- Färöarna i helg och söcken / Illustr. bok om Färöarna. Örebro: Evangeliipress. 1948. Libris 1418976
- Grönländska strandhugg. Stockholm: Filadelfia. 1953. Libris 1443155
- Pojkarna i storskogen. Stockholm: Westerberg. 1953. Libris 1443157
- I atombombens skugga. Örebro: Evangeliipress. 1954. Libris 1443156
- Drama i polarkölden. Stockholm: Westerberg. 1955. Libris 1443154
- Syndafloden och räddningsarken. Örebro: Evangeliipress. 1955. Libris 1443158
- Hans Egede – Grönlands apostel. Stockholm: Filadelfia. 1956. Libris 2282475
- Inuit : Människorna under polen. Stockholm: Filadelfia. 1958. Libris 1794170
- Mot nordliga latituder : Upplevelser och iakttagelser från Färöarna, Island och Grönland. Örebro: Evangeliipress. 1959. Libris 1223323
- Pionjären på sagoön : Missionär Eric Ericsons liv och gärning. Stockholm: Filadelfia. 1959. Libris 923031
- Ödemarkens barn. Stockholm: Harriers. 1959. Libris 11912790
- Den fredlöses hemlighet. Stockholm: Harriers. 1960. Libris 2187854
- Den fredlöse vänder åter. Stockholm: Harriers. 1960. Libris 2187856
- De kunde ej skiljas. Örebro: Evangeliipress. 1961. Libris 1534075
- Leif, den lyckosamme : Berättelse om Grönlands förste missionär och Amerikas upptäckare. Stockholm: Harriers. 1962. Libris 2814680
- Ödetorpets hemlighet. Stockholm: Harriers. 1963. Libris 2181841
- Komedin är slut – applådera!. Örebro: Evangeliipress. 1964. Libris 742705
- Lång väg till lyckan : En berättelse om Helge Danielsson. Örebro: Evangeliipress. 1965. Libris 918606
- Viddernas människor. Stockholm: Harriers. 1965. Libris 2181857
- Ensam bland isberg. Kumla: Helgelseförbundet. 1966. Libris 2047807
- Inför världens undergång. Örebro: Evangeliipress. 1966. Libris 11912697
- Handbok för bibelns länder. Bromma: Kolportörerna. 1967. Libris 1667544
- Alla dessa sångare : En bok om svenska kyrkosångare. Jönköping: Hall. 1968. Libris 2047662
- Polarnattens fångar. Stockholm: Harriers. 1969. Libris 580296
- Labrador blev mitt liv : Berättelsen om äventyraren, idealisten och missionären Wilfred Grenfell. Stockholm: Harriers. 1974. Libris 1298372
- Komma tillbaka. Vällingby: Harriers. 1980. Libris 7597648

Spökskrivare
- Tilja och tempel : Jan Sparrings berättelse nedtecknad av Erik Martinsson. Stockholm: Norman. 1963. Libris 1343893
- En blind ser på livet : E. A. Söderquists berättelse nedtecknad av Erik Martinsson. Stockholm: Norman. 1965. Libris 2608792

Översättningar
- Från fångenskap till frihet / H. K. Sandholdt (danska). Örebro: Evangeliipress. 1949. Libris 1414107
- Apan Sprätts bravader / Sven Ski (norska). Örebro: Evangeliipress. 1951. Libris 1447588
- Den långa vägen ut / Adrian Johansen (danska). Jönköping: Hall. 1968. Libris 2003217
- Starka viljor / Adrian Johansen (danska). Örebro: Evangeliipress. 1969. Libris 2003224
- Havets söner / Adrian Johansen (danska). Stockholm: Den Kristna bokringen. 1971. Libris 1964351
- Fasta och bön / Franklin Hall (engelska). Tibro: Ivar Johansson. 1974. Libris 1515555
- Den Helige ande och du : En studiehandbok för ett andefyllt liv / Dennis J. Bennett & Rita Bennett (engelska). Örebro: Evangeliipress. 1974. Libris 7594318
- Forsande älv / Adrian Johansen (danska). Vällingby: Harriers. 1975. Libris 2003218
- Från Jesu eget språk : Markusevangeliet från den gamla arameiska Peshittabibeln / George M. Lamsa (engelska). Vällingby: Harriers. 1975. Libris 7597551
- När himlen doppar pennan / Håkon Hanssen (norska). Örebro: Evangeliipress. 1976. Libris 7594370
- Tre år i Saigon : En ung flickas utgivande liv bland gatans barn före och efter Saigons fall / Liz Thomas (engelska). Stockholm: Harriers. 1977. Libris 7597593
- Den positiva kraften / Norman Vincent Peale (engelska). Vällingby: Harriers. 1980. Libris 7597661
- Man kallar mig Mr. Pingst / David du Plessis i samarbete med Bob Slosser (engelska). Herrljunga: Interskrift. 1980. Libris 7636206

## Antikvariat
Martinsson hade ett antikvariat hemma i sin villa i Enskede i Stockholm. När han som en följd av den ledgångsreumatism som besvärat honom sedan unga år – några år efter att ha lämnat tidningen Dagen – inte längre kunde arbeta som journalist, var han tvungen att hitta något annat för att trygga försörjningen. Eftersom han alltid tyckt om böcker blev det ett självklart val att bli antikvariatsbokhandlare. Han specialiserade sig från början på kristen litteratur, men sålde allt på bokmarknaden.
Det började med att han av en slump blev ombedd att köpa en mindre boksamling för 200 kr, och när den var såld med viss vinst investerade han i ytterligare boksamlingar. När Rönnells antikvariat flyttade till nya lokaler på Birger Jarlsgatan köpte han av dem 5 000 böcker för 500 kr. När han kom hem hade han bokmarknad i sitt garage, och därefter var verksamheten i full gång.
Under åren passerade mer än 500 000 böcker antikvariatet, varav många var religiösa. Han gjorde en hel del fynd som antikvariatsbokhandlare, bland annat 32 handskrivna kungabrev – det äldsta från Karl XI (1655–1697) – och 20 brev från upptäcktsresanden Sven Hedin (1865–1952).
Han sammanställde också en komplett och unik samling av svenska biblar, vilken han donerade till Kaggeholms folkhögskola som gjorde en utställning av den, troligen 1981 i samband med en ny bibelutgåva. Bibelsamlingen finns idag på ”Läsaren”, ett väckelsehistoriskt forskarbibliotek vid ALT (Akademi för Ledarskap och Teologi), teologisk högskola och pastorsseminarium i Örebro (gemensamt för Evangeliska Frikyrkan, Pingströrelsen och Svenska Alliansmissionen).

## Familj
Erik Martinsson var son till Edvin och Ellen Martinsson. Han hade fem syskon. Den 23 december 1949 gifte han sig med danskan Sonja Gerda Andersen (1918–1984) och de fick tillsammans barnen Rose-Marie, Eva, Tryggve, Per och Leif, som alla föddes utomlands - Rose-Marie, Eva och Tryggve på Island, Per och Leif på Grönland. Han skilde sig från Gerda den 24 maj 1968. Den 24 augusti samma år gifte han om sig med fransyskan Christiane Juliette Sahlgren, född Burat (1929–2021). De skilde sig den 13 september 1977, men ett par år efter skilsmässan tog de upp kontakten igen och höll ihop ända fram till Eriks död den 17 december 1996. Christiane dog den 21 januari 2021 och vilar liksom Erik på Skogskyrkogården i Stockholm. Gerda dog den 14 maj 1984 och vilar på Spånga kyrkogård.